# Edward Miller Gard Eddy
Edward Miller Gard Eddy, född 24 juli 1851 i England, död 21 juni 1897 i Brisbane i Queensland i Australien, var chefskommissarie för järnväg i New South Wales åren 1888–1897. Före han kom till New South Wales arbetade han hos London and North Western Railway åren 1865–1887 innan han sekunderades till Caledonian Railway i Skottland. När han begravs rapporterades det vara den största privata begravningen dittills i Sydney med 3000 järnvägsanställda i hans begravningståg. Under hans ledning i New South Wales togs nya loktyper fram och bekvämligheten för resande ökades.

## Biografi

### Storbritannien (1851–1888)
Edward Miller Gard Eddy föddes den 24 juli 1851 i England, son till sjöingenjören Edward Miller Eddy. Eddy anställdes 1865 av järnvägsbolaget London and North Western Railway som kontorist och befordrats året därpå till att arbeta under bolagets general superintendent. År 1875 blev Eddy district superintendent för avdelningen Chester and Holyhead och befordrats 1878 till division superintendent för bolagets södra division. Han blev bolagets assistant superintendent 1885. För att tillfriskna från en sjukdom åkte Eddy till Egypten 1887 och när han återvände till Storbritannien samma år sekunderades han till Caledonian Railway i Skottland som biträdande generaldirektör. Eddy var delaktig i tävlingen Race to the North som gick ut på att avgöra vilket av två konkurrerande järnvägsbolag kunde köra snabbast mellan London och Edinburgh.

### New South Wales (1888–1897)
I mars 1887 började New South Wales premiärminister, Henry Parkes, att leta efter en ny chefsjärnvägskommissarie och beordrade New South Wales agent-general i London att uppsöka lämpliga personer. Anställningen skulle vara i 7 år och avlönas med 2500 pund årligen. Agent-generalen rekommenderade Eddy den 5 juni 1888 efter genomförd intervju. Eddy krävde en lön på 3000 pund och tackade ja till anställningen den 8 juni. Parkes klubbade nästa månad igenom en förändring av lagen Government Railways Act 1888 så att chefskommissariens lön blev 3000 pund och Eddys anställning bekräftades formellt 22 oktober 1888.
Efter att ha blivit kommissarie bedömde Eddy att Sydneys pendeltågnät var otillräckligt och fram till 1892 byggdes banan mellan Sydney och Homebush ut till fyra spår, och banorna mellan Strathfield och Hornsby, Hurstville och Waterfall samt Granville och Campbelltown till två spår. Flera stambanssträckor byggdes om för att minska lutningen. William Thow, som arbetade hos South Australian Railways, anlitades för att se över New South Wales fordonspark och lämna rekommendationer. Thow, som tidigare arbetat hos London and North Western Railway, anställdes maj 1889 av Eddy och fick då chans att genomföra sina egna rekommendationer. Under Eddys ledning tog Thow fram nya ånglok, littera P6 för persontåg och T524 för godståg. Eddy ville att fjärrtågen skulle vara snabbare och bekvämare. För att öka bekvämligheten inledde Eddy förhandlingar med Pullman Palace Car Company 1890 om att införskaffa åtta sovvagnar och dessa levererades från USA året därpå. Eddys mening var att järnvägsväsendet skulle bedrivas i vinstgivande syfte.
Parlamentsledamoten William Schey anklagade i mars 1892 Eddy för nepotism då han menade att flera högt uppsatta personer inom järnvägsväsendet hade sagts upp för att skapa plats åt Eddys vänner och bekantskaper och hävdade vidare att Eddy hade utsetts till chefskommissarie genom en sammansvärjning. Eddy skrev till järnvägsministern och uppmanade regeringen att utse en domare för att granska anklagelserna. Regeringen svarade genom att erbjuda Eddy chansen att lägga ett uttalande inför parlamenten, något som Eddy betackade då han inte vill ingå en tvist med Schey inför parlamentet. Mot bakgrund av en stor, och mestadels mot Schey kritisk, mediebevakning gav regeringen med sig och tillsatte en royal commission (ett slags statlig utredning). Utredningens utlåtande blev att anklagelserna mot Eddy inte gick att bevisa och att det inte fanns anledning att ifrågasätta vare sig hans heder eller integritet.
Januari 1895 kom Parkes och Eddy överens om en förlängning av Eddys avtal med en högre lön och efter detta tog Eddy tjänsteledighet för att åka till Europa på semester. En högre lön erfordrade parlamentets godkännande och bortrest råddes Eddy att inte låta förslaget gå inför regeringen då det tycktes att detta skulle röstas ned. Till följd av detta bad Eddy premiärministern att inte lägga förslaget inför regeringen. I september 1895 förnyades Eddys avtal i ytterligare sju år med samma lön. Ungefär samtidigt hade Eddy erbjudits anställning hos ett japanskt järnvägsbolag och det fanns även förslag på att rösta fram Eddy till engelska South Eastern Railways ordförande.

### Död
Efter en stunds sjukdom inledde Eddy en besiktningstur av New South Wales norra järnvägar den 14 juni 1897 och ämnade att fortsätta mot Queensland där han hoppades att tillfriskna. Under resans gång försämrades Eddys hälsa och han avled på kvällen den 21 juni på Gresham Hotel i Brisbane. Eddys privata begravning den 24 juni konstaterades vara den största dittills i Sydney och det rapporterades att 3000 järnvägsanställda ingick i hans begravningståg. Flera specialspårvagnar kördes för att transportera sörjande hem. I sin roll som chefsjärnvägskommissarie efterträddes han av Charles Oliver.

### Privatliv
Eddy gifte sig med änkan Gwen Ellen Lowndes, född Roberts, i Chester i England den 29 oktober 1874 och fick en dotter och tre söner med henne. Efter hennes död 1882 gifte han om sig 1886 med Ellen Wilkinson den 15 april 1886 i Walsall i Staffordshire i England. Vid hans bortgång efterlämnade han hustru och fyra barn.

## Eftermäle
Eddy hade förespråkat bygget av en ny centralstation i Sydney. Innan bygget inleddes talade Edward William O'Sullivan, minister for public works, inför New South Wales underhus om "regeringens vilja att inför underhuset lägga fram nödvändigheten av att snarast möjligt uppfylla en önskan hos den nu avlidne chefskommissarien för järnvägen, herr Eddy, genom att skapa mer plats vid Redfern Railway Station". En väg som anlades i samband med den nya stationen döptes till Eddy Avenue i ära av Eddy. Russell Street i Chatswood döptes 1892 om till Eddy Road till Eddys ära då en järnväg anlades i området.